# دارسي مارتيني
دارسي مارتيني هو لاعب هوكي جليد كندي، ولد في 30 يناير 1969 في كاستليغار في كندا.

## وصلات خارجية
- دارسي مارتيني على موقع دوري الهوكي الوطني (الإنجليزية)
- دارسي مارتيني على موقع EliteProspects.com (الإنجليزية)
- دارسي مارتيني على موقع HockeyDB.com (الإنجليزية)
- دارسي مارتيني على موقع Hockey-Reference.com (الإنجليزية)